# Рудзиця (Нижньосілезьке воєводство)
Рудзиця (пол. Rudzica, нім. Pfaffendorf) — село в Польщі, у гміні Секерчин Любанського повіту Нижньосілезького воєводства.
Населення — 475 осіб (2011).
У 1975-1998 роках село належало до Єленьоґурського воєводства.

## Демографія
Демографічна структура станом на 31 березня 2011 року:
|          | Загалом | Допрацездатний вік | Працездатний вік | Постпрацездатний вік |
| -------- | ------- | ------------------ | ---------------- | -------------------- |
| Чоловіки | 241     | 45                 | 178              | 18                   |
| Жінки    | 234     | 51                 | 144              | 39                   |
| Разом    | 475     | 96                 | 322              | 57                   |